# Thomas E. Crow
Thomas E. Crow (nacido en 1948) es un historiador y crítico de arte estadounidense, conocido por sus influyentes escritos sobre el papel del arte en la sociedad y la cultura modernas. Desde 2007, Crow ostenta el título de Rosalie Solow Professor of Modern Art en el Instituto de Bellas Artes de la Universidad de Nueva York .

## Biografía
Crow nació en Chicago en 1948 y se mudó a San Diego, California, en 1961.  Se licenció en el Pomona College en 1969. Obtuvo su maestría en 1975 y su doctorado en 1978, ambos en la Universidad de California, Los Ángeles . 
En los inicios de su carrera, Crow se centró en el arte francés de los siglos XVIII y principios del XIX. Su obra de este período incluye sus libros Pintores y vida pública en el París del siglo XVIII (1985) y Emulación: creando artistas para la Francia revolucionaria (1995). Más recientemente, su obra se ha centrado en el arte moderno y contemporáneo estadounidense y británico. Entre sus obras más recientes se incluyen The Long March of Pop: Art, Music, and Design 1930 to 1995 (2014) y The Hidden Mod in Modern Art: London, 1957-1969 (2020). Volviendo a su campo de estudio, impartió las Conferencias Andrew W. Mellon en 2015 en la Galería Nacional de Washington sobre el tema "La Restauración como acontecimiento e idea: El arte en Europa, 1814-1820". Este trabajo recibió la beca JS Guggenheim 2014-2015.
Crow ha ocupado puestos de profesor en el Instituto de Artes de California, la Universidad de Chicago, la Universidad de Princeton, la Universidad de Michigan, Ann Arbor, la Universidad de Sussex, la Universidad de Yale y la Universidad del Sur de California .  Obtuvo el cargo de director del Getty Research Institute de 2000 a 2007, y en septiembre de 2007 comenzó su puesto en el Instituto de Bellas Artes de Nueva York, ya mencionado. 
Crow es un editor colaborador de Artforum . 

## Publicaciones seleccionadas
- Pintores y vida pública en el París del siglo XVIII (New Haven y Londres: Yale University Press, 1985)
- Emulación: Creando artistas para la Francia revolucionaria (New Haven y Londres: Yale University Press, 1995)
- El ascenso de los años sesenta: el arte estadounidense y europeo en la era de la disidencia (Nueva York: Harry N. Abrams, Inc., 1996)
- Arte moderno en la cultura común (New Haven y Londres: Yale University Press, 1996)
- La inteligencia del arte (University of North Carolina Press, 1999)
- Gordon Matta-Clark, en coautoría con Thomas Crow, Corinne Diserens, Christian Kravagna y Judith Russi Kirshner (Phaidon Press, 2003)
- "Exilio cósmico: Giros en la vida y el arte de Robert Smithson" en Robert Smithson, editado por Eugenie Tsai (University of California Press, 2004)
- Robert Rauschenberg: Combines, editado por Paul Schimmel (Steidl Publishing, 2006)
- La larga marcha del pop: arte, música y diseño de 1930 a 1995 (New Haven y Londres: Yale University Press, 2015)
- El mod oculto en el arte moderno: Londres, 1957-1969 (Londres: Centro Paul Mellon de Estudios de Arte Británico, 2020)